# Schloßkapelle St. Martinus (Westerholt)

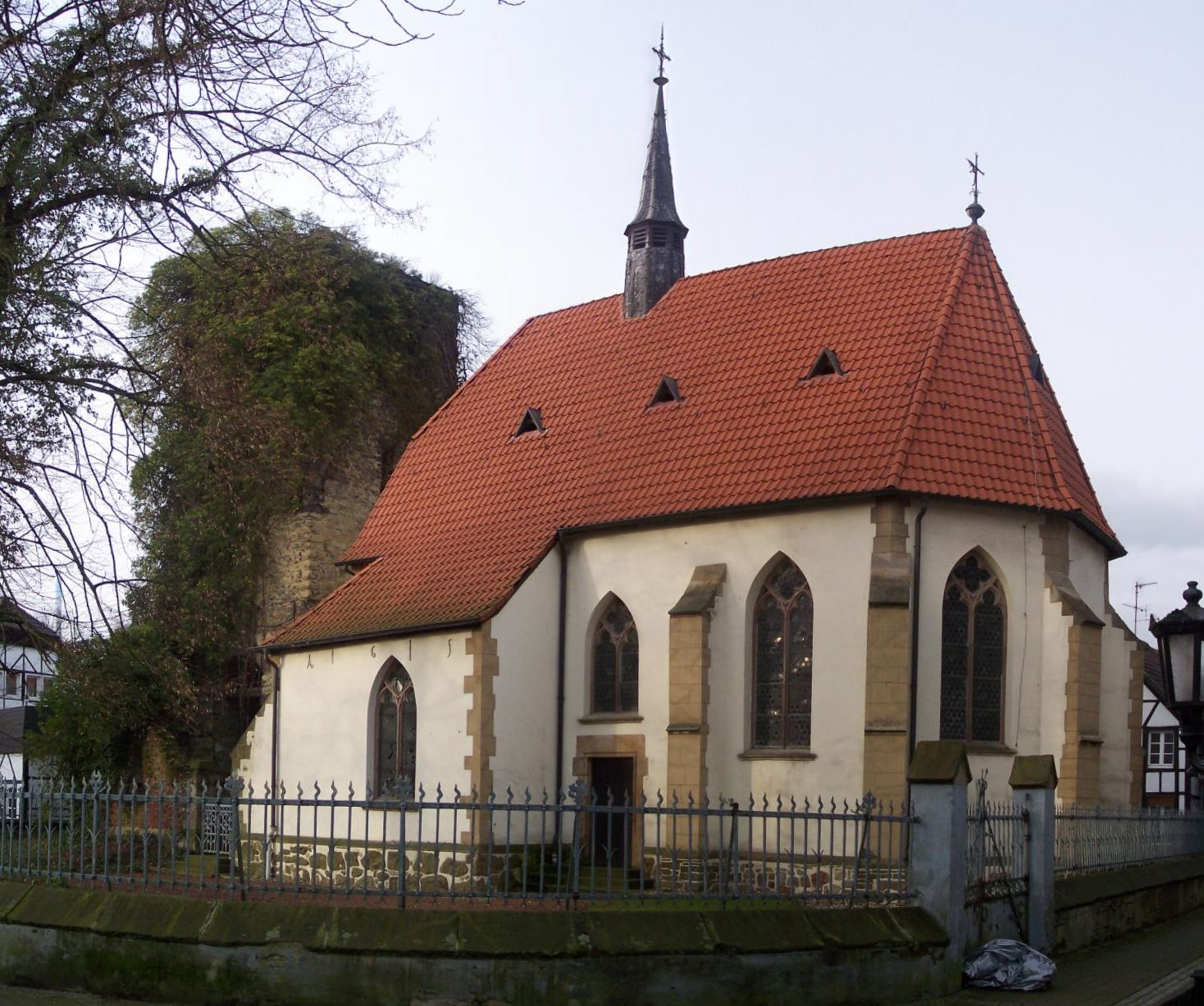
Schloßkapelle

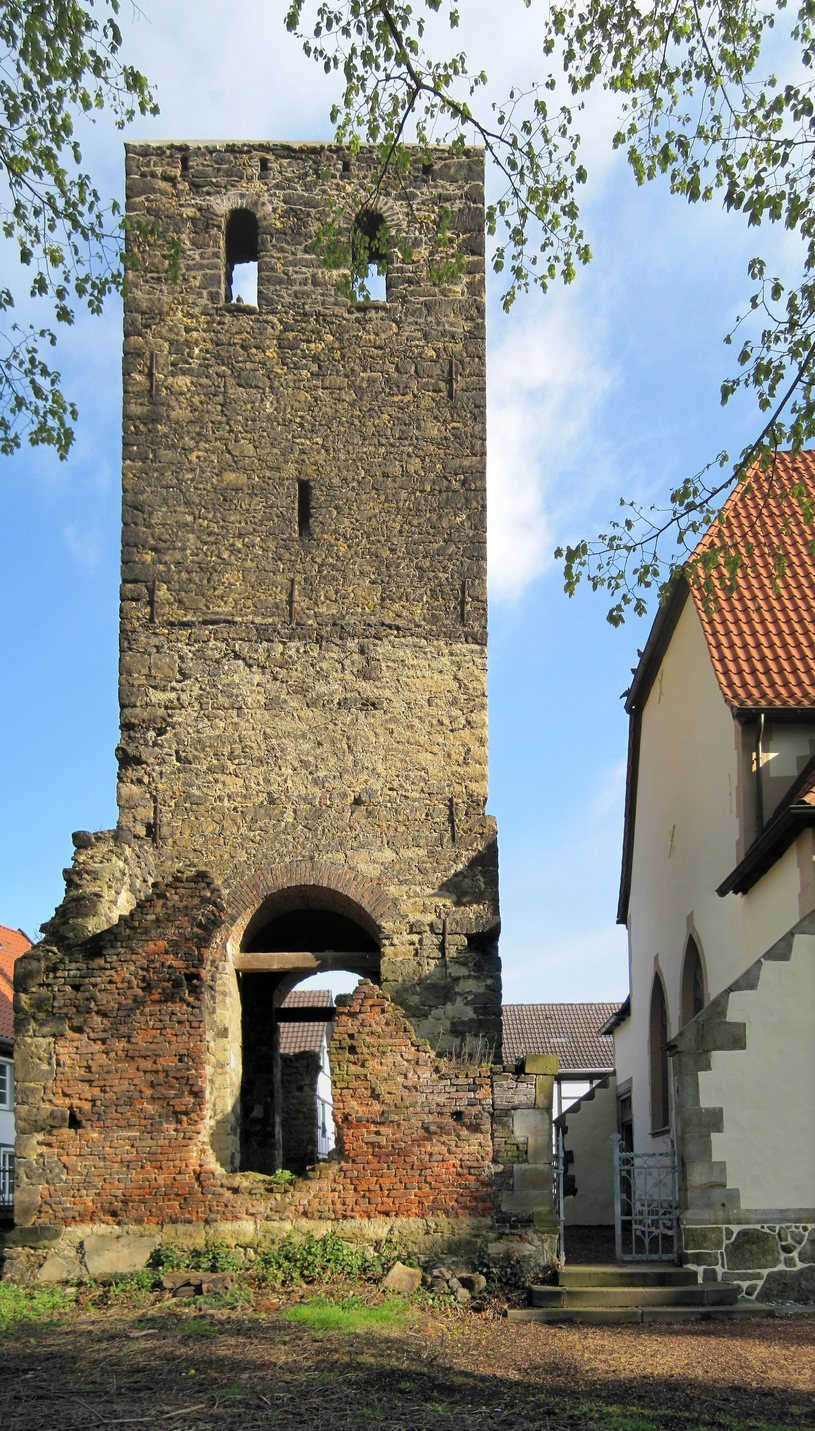
Alter Kirchturm

Die Schloßkapelle St. Martinus ist ein denkmalgeschütztes Kirchengebäude an der Schloßstraße 1 a / Martinistraße in Westerholt, einem Stadtteil von Herten im Kreis Recklinghausen (Nordrhein-Westfalen).

## Geschichte und Architektur
Die Kirche wurde 1310 erstmals urkundlich erwähnt und besaß seit dem 15. Jahrhundert die Rechte einer Pfarrkirche.:7 Mit der Weihe der neu errichteten St. Martinus-Kirche im Jahr 1903 verlor sie dieses Privileg.:11 1907 gelangte sie durch Kauf an das benachbarte Burghaus Westerholt zurück.:16
Die ehemalige Pfarrkirche ist ein verputzter, spätgotischer Backsteinsaal mit einem 5/8-Schluss. Die Turmruine ist freistehend.(Lage) Der bestehende Bau ist im Kern wohl aus dem 15. Jahrhundert. Das 1658 erneuerte Kirchenschiff wurde 1907 bis auf eine Achse abgebrochen, diese wurde zur Empore umgebaut. Der Turm wurde 1696 erneuert. Die tief ansetzenden Rippengewölbe ruhen auf Konsolen. Die Krypta der Herren von Westerholt befindet sich unter dem Chor.

## Ausstattung
Das aus Holz hergestellte barocke Ädikularetabel, mit gedrehten Säulen und einer Figurengruppe des hl. Martin und einem Altarblatt mit der Darstellung der Kreuzigung Christi, konsekrierte der Münsteraner Weihbischof Nikolaus Arensdorf im Jahr 1643. Unter der Figurengruppe das Wappen derer von Westerholt.:464 f. Der spätgotische, in Pokalform gehaltene Taufstein, entstammt dem 16. Jahrhundert. Bei einer Höhe von 1,20 m verfügt er über einen Durchmesser von 0,81 m. Das lediglich als Steinfragment überkommene spätgotische Sakramentshäuschen befand sich ursprünglich an der Choraußenseite. Von früher vorhandenen Ausstattungsstücken sind zu erwähnen eine spätgotische Gießkanne aus Messing des 16. Jahrhunderts, die dem Bischöflichen Museum in Münster übereignet wurde, und von den Glocken eine aus dem Jahr 1476, die die Inschrift trug: „St. Martinus et St. Johannes heit ick, To Gottes Dienste roop ick, Johann von Dorpmunde gayt mie mcccLXXvi“.:465